# Helmut Kand
|  | Dieser Artikel wurde auf der Qualitätssicherungsseite des Projekts Bildende Kunst eingetragen. Die Mitarbeiter der QS-Bildende Kunst arbeiten daran, die Qualität der Artikel aus dem Themengebiet Kunst auf ein besseres Niveau zu bringen. Bitte hilf mit, die Mängel dieses Artikels zu beheben und beteilige Dich an der Diskussion. |

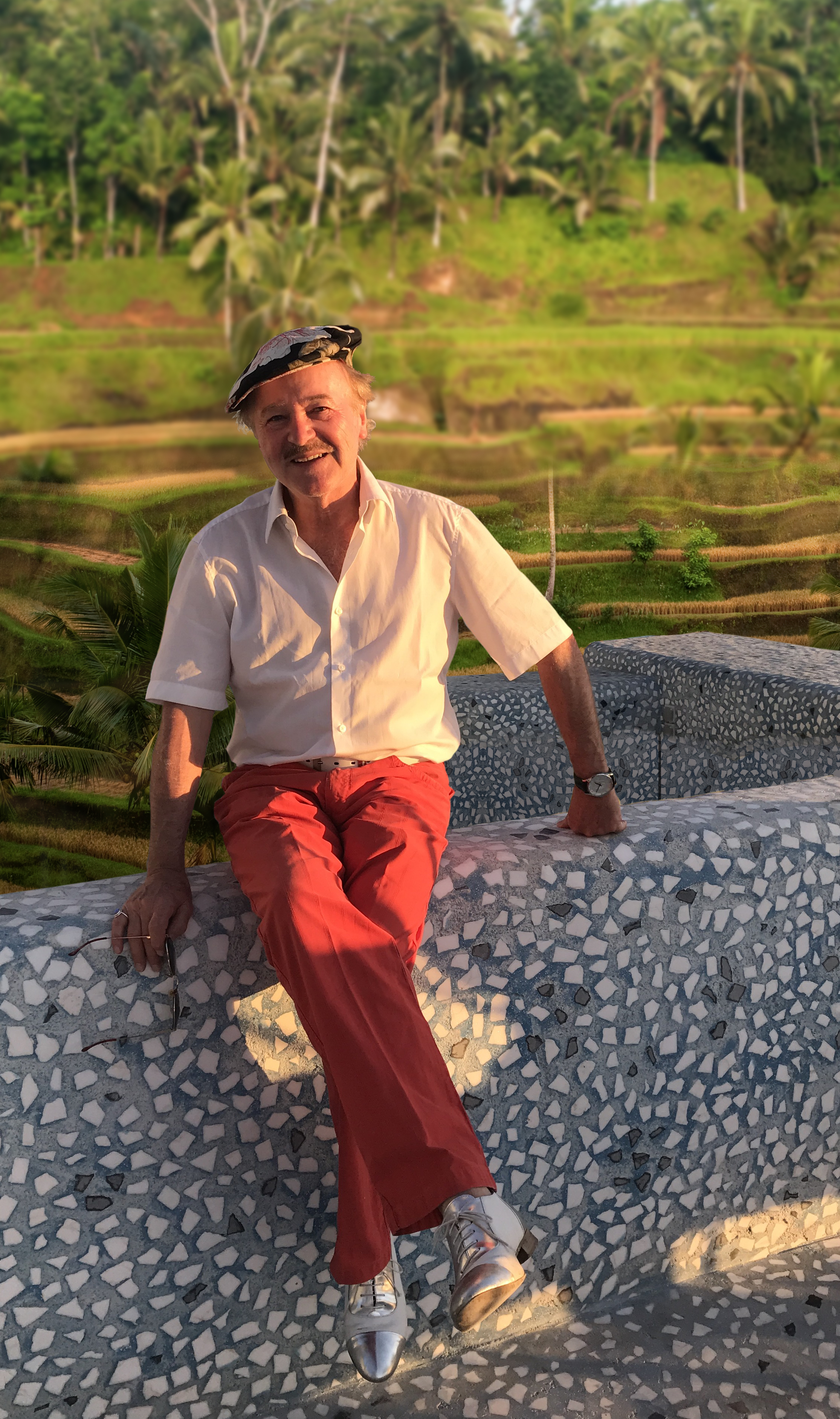
Helmut Kand (2016)

Helmut Kand (* 13. Dezember 1946 in Bruck an der Mur) ist ein österreichischer Künstler.

## Leben
1966 legte Helmut Kand die Matura ab. An der Akademie der bildenden Künste in Wien war er in der Meisterklasse A.P. Gütersloh und Rudolf Hausner, später studierte er in Rom und London. 1969, zur Eröffnung seiner Ausstellung in der Londoner Ewan Phillips Gallery, veranstaltete Kand die öffentliche Verbrennung seiner Bilder. Die in Phiolen eingefüllte Asche wurde ausgestellt.
2006 verlieh ihm Bundespräsident Heinz Fischer den Berufstitel „Professor“, der ihm 2024 aufgrund der Verurteilung Kands wegen sexuellen Missbrauchs wieder aberkannt wurde.
Die Österreichische Post brachte 2010 in ihrer Reihe „Moderne Kunst in Österreich“ eine Marke mit Kands Bild Jahresringe von Glück und Duft heraus.
Als Omans Hauptstadt Maskat arabische Kulturhauptstadt 2006 war, lud Sultan Qabus Künstler aus 40 Ländern ein – für Österreich war dies Helmut Kand. Er erhielt Kunstpreise und Auszeichnungen wie „Malender Botschafter von Ios“ und „Foreign Born Indonesian Artist“.
Am 14. November 2023 wurde Helmut Kand zu „neun Monaten bedingte Gefängnisstrafe auf drei Jahre Bewährung wegen Verletzung der sexuellen Selbstbestimmung in zwei Fällen“ verurteilt, weil er Frauen unter dem Vorwand der Kunst in sein Atelier gelockt und sexuell missbraucht hatte.
Nach der rechtskräftigen Verurteilung Kands überlegte die Stadt Leoben, das 1993 auf dem mittlerweile denkmalgeschützten Wohn- und Geschäftshaus Murdampfer entstanden Wandgemälde Kands übermalen zu lassen.
Die Stadt Wien entschied im November 2024, das Wandbild Kands auf dem Gebäude Magdalenenstraße 33/Hofmühlgasse im Wiener Gemeindebezirk Mariahilf in den nachfolgenden 16 bis 18 Monaten entfernen zu lassen. Vorausgegangen war im Sommer 2024 eine Petition, die die Übermalung des gigantischen Murals gefordert hatte.

## Werk
Helmut Kand bezeichnet sich als „poetischer Surrealist“. Seine Flachskulpturen sind aus Holz, Edelstahl oder Glas.

## Ausstellungen (Auswahl)
- 2007: Mit Traumbeschleunigern in Neitnot schlittern, Bruck/M Kulturhaus
- 2007: Nach dem warmen Zitronenregen, Kunsthaus Köflach, Steiermark
- 2010: Im Traum trink’ ich deine Seele, Kunsthaus Rust
- 2011: Kandibali – road to east, 3 Ausstellungen in Bali und Yogyakarta, Indonesien
- 2012: Aldebaran – Somnambuler Park, Schloss Gabelhofen, Steiermark
- 2013: In/Out, Espace Culturel François Mitterrand in Périgueux, Frankreich
- 2013: Geborgenheit im Labyrinth der Träume, Kulturzentrum Kapfenberg
- 2014: Meldungen aus unseren inneren Labyrinthen, Schloss Gabelhofen, Steiermark
- 2015: Cosiness in the labyrinth of dreams, National Gallery of Indonesia, Jakarta, Indonesien
- 2015: Oliaje de la vida, Centro Cultural Casas de lo Matta, Vitacura, Santiago de Chile, Valparaiso, Iquique
- 2015: Jagd nach stabiler Stille, Fotoforum, Trierenberg
- 2015: Jane Kahan Gallery New York präsentiert Helmut Kand auf drei Kunstmessen in Kalifornien
- 2016: Traumreste und Staunen beim Aufwachen, Kulturhaus Bruck/Mur
- 2018: Bali, Museum für zeitgenössische Kunst in Ottobeuren, Deutschland[6]
- 2018: Bilder aus meinen schlafenden Paradiesen, Galleria Ristorante Casinò, Gardone Rivera
- 2019: Seismographic signals from my inner paradises, Tribe Space, Wien
- 2020: Seismographische Signale aus meinen Farbigen Labyrinthen, PH Galerie Graz
- 2021: Reisender in Sachen Phantasie, Feste Falkenstein
- 2021: Den Kopf voller Sommerfarben, Galerie K, Kunsthaus Kindberg
- 2022: Trying to remember last night’s dream, Jane Kahan Gallery New York

## Projekte und Kunst im öffentlichen Raum
- 1967: Zyklop im Paradiesgarten, Ios (Griechenland)
- 1972: Tirol träumt von Asien, Ausstellung im Baum, Innsbruck
- 1983: Der Kreuzweg, 14 Stationen zum Leiden Christi, Neukirchen OÖ (2021 in Leoben)[7]
- 1986: Die Kand Wand, Berggasse Wien
- 1988: Zirkusbaum-Mobile, Wiener Rathauspark
- 1990: Flatterprobe, Beflaggung im Timmins-Museum, Ontario, Kanada
- 1992: Das tätowierte Haus in Kapfenberg
- 1993: Windspiel, Ios (Griechenland)
- 1993: Das Seerosenhaus (Wohn- und Geschäftshaus Murdampfer) in Leoben
- 1994: Jubelgesten-Zaun – in der Buckligen Welt
- 1995: Das Korneuburger Fries, „Der Bühnenvorhang“ von Langenzersdorf
- 1996: Das Spalier der Persönlichkeiten, 44 Flachskulpturen, St. Pölten
- 1997: Das Atlantis-Klang-Haus, Wandbemalung in Wien
- 1998: Mirage-Kampfflugzeuges, Bemalung eines Flugzeuges in Frankreich
- 2000: Park Plaza Cafè, Kuala Lumpur
- 2000: Die Silhouettengesellschaft und ihr Farbenglück, Fabrik, Wien
- 2001: Das Lama-Haus am Wechsel
- 2001: Signale und Abrakadabra, Edelstahlskulptur, Deutsche Schule, Rom
- 2002: Kirschblüten-Barbara, Hotel Böhlerstern in Kapfenberg
- 2003: Leuchtköpfe, Wien
- 2004: Erahntes, Gewünschtes, Erlebtes, Gerasdorfer Mauer
- 2005: Zaunlücken, Edelstahlflachskulptur für Böhler Kapfenberg
- 2006: Baisers, Jardin Shasmoukine, Dordogne
- 2006: Fang den Wind, Wr. Neustadt / Washington
- 2007: Duft des reisenden Lichtes, Kunsthaus Bruck an der Mur
- 2007: St. Christophorus, Edelstahlflachskulptur für eine Garage in Wien
- 2008: Airport for Birds, Skulpturen und Flaggen im Embassy Park in Wien
- 2009: Strange Paravents, Kali Mera Kriti, Kreta (Griechenland)
- 2010: Jahresringe von Glück und Duft, Briefmarke für die österreichische Post in der Reihe: „Moderne Kunst“
- 2010: Grosses Sonntagsspiel, Edelstahlskulpturen, Deutschland, China
- 2011: Die Liebe braucht die Nacht zum Atmen, Wandbemalung in Wien
- 2012: Den Kopf voller Sommerfarben, Flachskulpturenspalier, Schloss Gabelhofen
- 2013: St. Donatus, Altarbild für die Kapelle auf Oberkapfenberg
- 2013: Der Sonnenfänger, Edelstahlskulptur, Bruck an der Mur
- 2014: Eulenschlau, Skulpturengarten, Wiener Neustadt
- 2014: Glasfensterkiosk, Kapfenberg
- 2015: Good morning Kapfenberg, Flachskulpturen auf vier Feuermauern
- 2015: Jubel und Applaus, Edelstahlflachskulptur; Kapfenberg
- Des Malers Sechste, Wandbild, Mariahilf, Wien
- 2017: Metamorphosen des Erstaunens beim Aufstieg, Edelstahlflachstkulptur, Falkenstein
- 2018: Sankt Leonhard, Altar, Ambo, Sessio, Taufbecken und Kerzenleuchter für die Kirche in Seewiesen aus Edelstahl und Glas

## Publikationen (Auswahl)
- Das Tagtraumbuch. Caesar Verlag, Stuttgart 1981
- Tokyo Art Expo, Tokio 1992
- Die Kultur der nichterzählten Träume. Edition Windknospe, Wien 1994
- Meine Insel braucht den ganzen Himmel. Edition WK, Wien 1995
- Pintura - Surrealismo poètico. Museu da Àgua, Lissabon 2002
- Böhler Kalender. Kapfenberg 2002 und 2003
- Tausend hinterlassene Wünsche, Wien 2009
- Was zählt ist überm Nebelmeer. Aquarelle und kolorierte Zeichnungen, Wien 2014
- Head in the Sky - Heart in Bali, Edition Windknospe, Wien 2014
- 111 an Helmut Kand nicht abgeschickte Briefe. Bukarest, 2016
- Traumreste und Staunen beim Aufwachen, Edition Windknospe, Wien 2016
- Bali. Helmut Kand / Diether Kunerth, Museum für zeitgenössische Kunst Ottobeuren 2017
- Kandis Zucker. Daydreamers Welcome - Hunters stay away, Wien 2021
- Ich träume Dali, Curt Schnecker und Helmut Kand, Graz 2021
- Singur, Theodor Rapan und Helmut Kand, Bukarest 2021

## Filme
- Schnee brennt – Film für das Underground Festival Berlin, Ben Wargin Berlin 1971
- Okay / zu Gast bei Helmut Kand – ORF Wien 1982
- Augenverschenken – Film, ORF Ios 1985
- Die Luft hat Augen – Film, ZDF Hamburg 1988
- Foreign born Indonesian artist, Kurzfilm, Konzerthaus und Weltmuseum Wien, 2014
- „Head in the sky - Heart in Bali“
- „Traces of fragile ploughing“

## Galerie

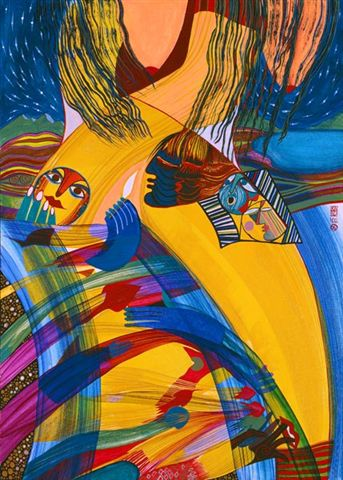
Auf kleiner Flamme glühende Haut
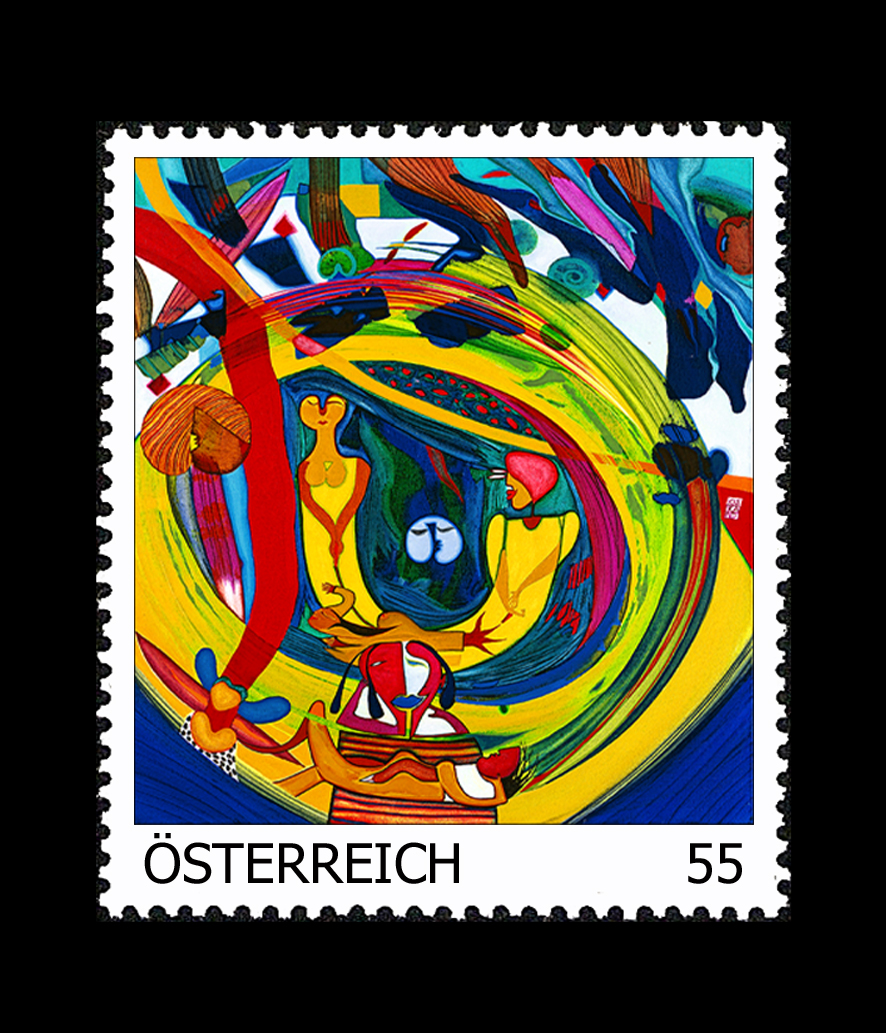
Jahresringe von Glück und Duft
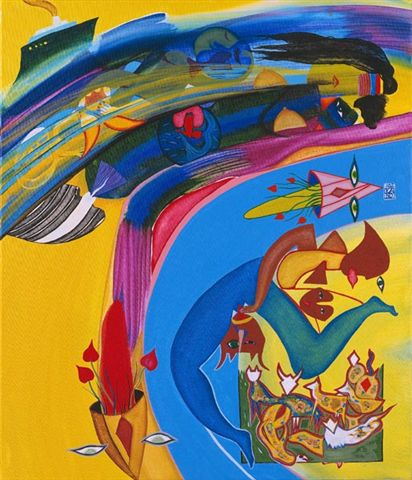
Marzipanflagge
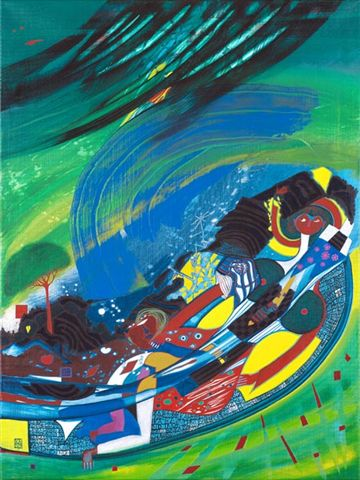
Mit Traumbeschleunigern in Zeitnot schlittern
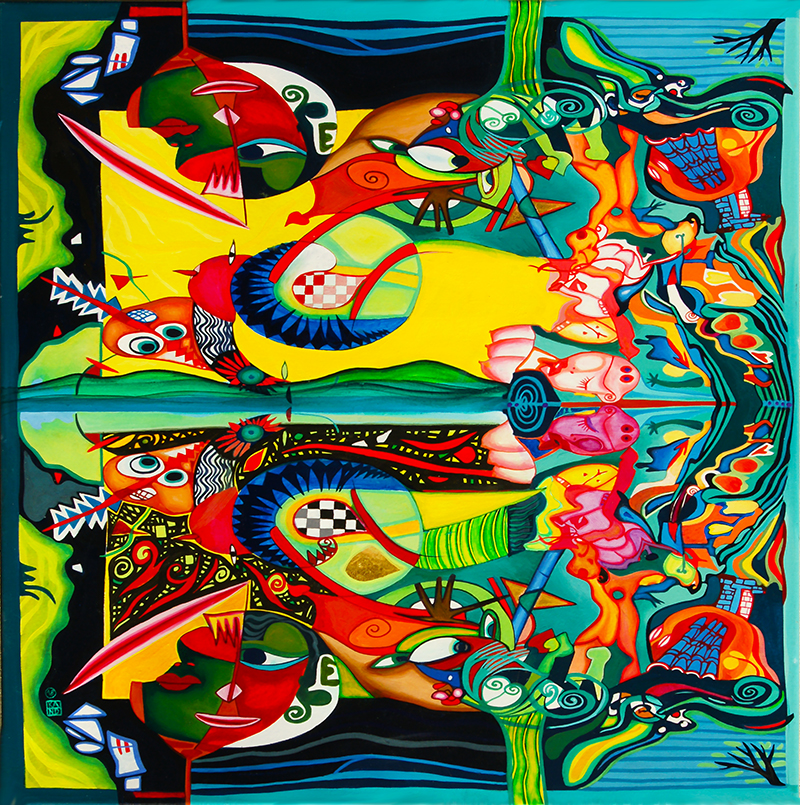
Tanzplatz für Augenspiele
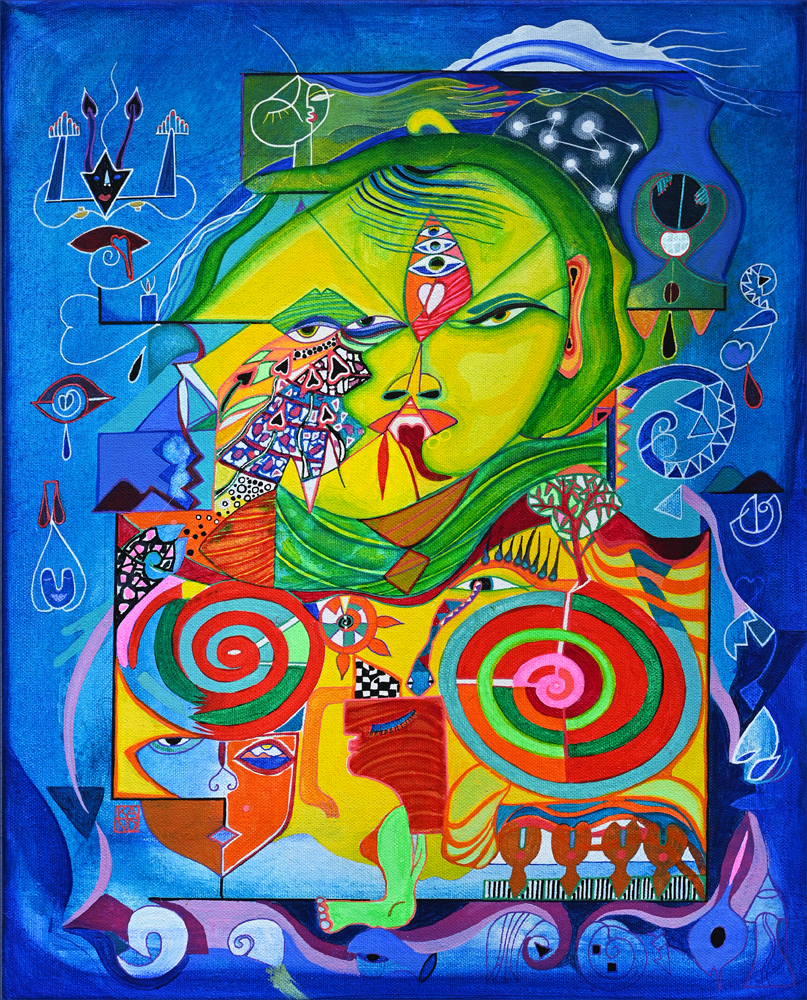
Verloren geglaubte aufschäumende Abschweifungen
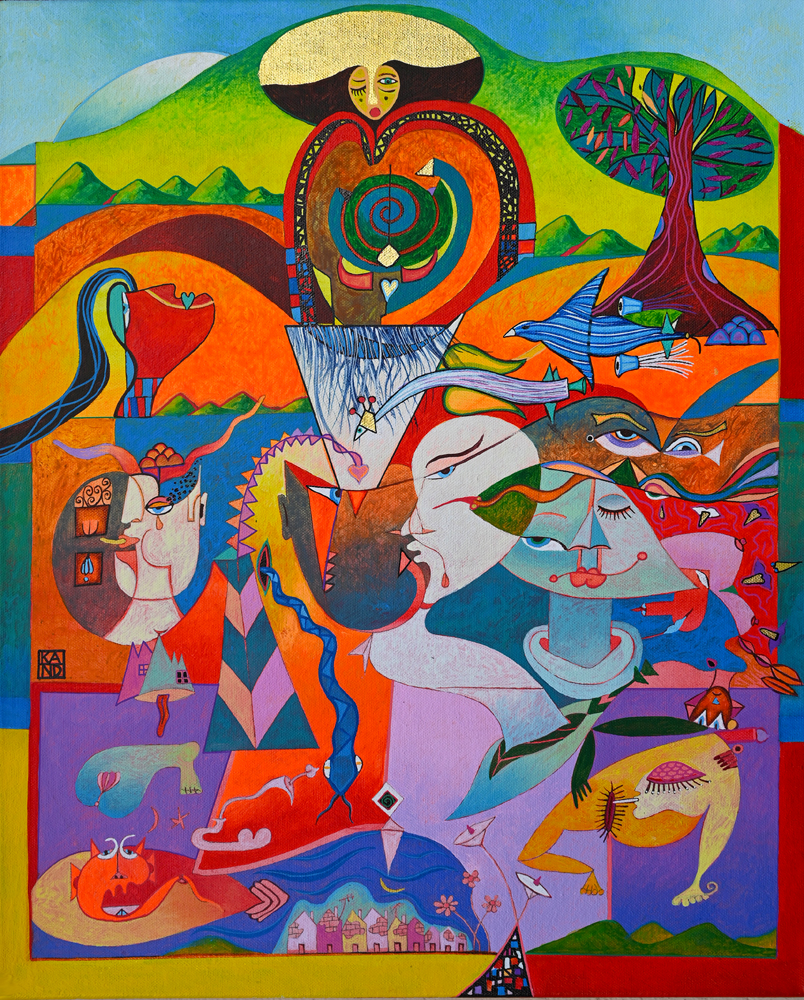
Verspielter Nachmittag und ein blühender Frauenseufzer
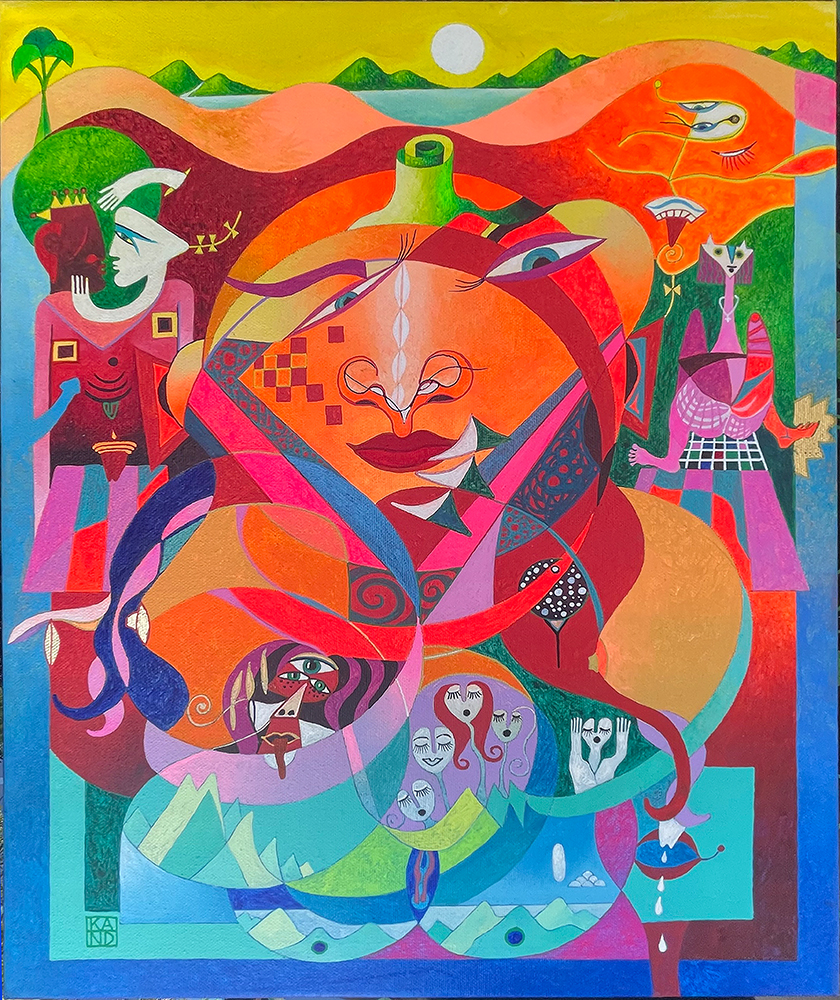
Erwischt beim Lesen nicht verbergbarer Gedanken
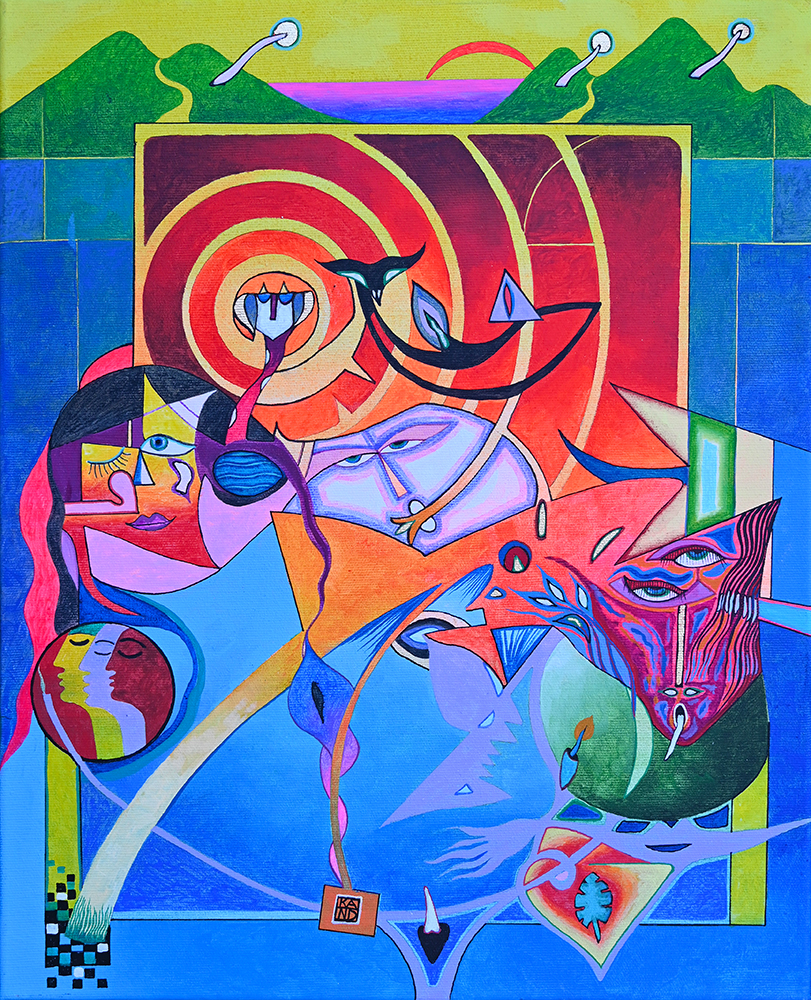
Mit Seewasser gekühlte Erzähllust
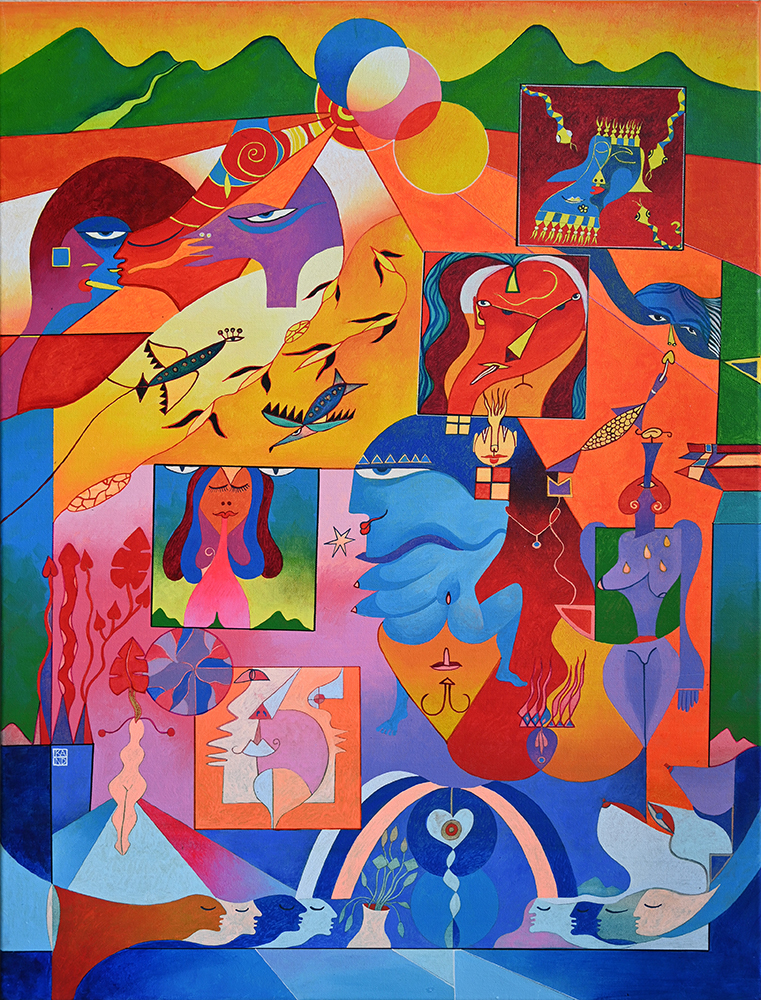
So wie es aussieht, war es nicht